# Языки Австрии
Языки Австрии включают немецкий (официальный язык и лингва-франка), австро-баварский (основной диалект за пределами Форарльберга), алеманнский (основной диалект Форарльберга) и несколько языков меньшинств.

## Австрийский немецкий
Школьники в Австрии учатся читать и писать на стандартном австрийском немецком (нем. Standarddeutsch, нем. Hochdeutsch), который является языком бизнеса и власти в Австрии. Австрийский немецкий, на котором говорят дома и в местной торговле, является одним из ряда региональных Верхненемецких диалектов (также австро-баварский или алеманнский диалект).
Хотя акцентированные формы различных диалектов, как правило, не полностью воспринимаются другими носителями немецкого языка, такими как немцы или швейцарцы, на практике, языковой барьер между австро-баварским диалектом в Австрии и в Баварии отсутствует. Центральный австро-баварский диалект более понятен для носителей стандартного немецкого, чем южный австро-баварский диалект в Тироле. Венский, австро-баварский диалект Вены, наиболее часто используется в Германии для олицетворения типичного жителя Австрии. Народ Граца, столицы Штирии, говорит ещё на одном диалекте, который более понятен людям из других районов Австрии, чем носителям других штирских диалектов. Что касается западной части Австрии, диалект Форарльберга и небольшая часть Северного Тироля имеет в лингвистическом и культурном отношении больше общего с немецкоязычной Швейцарией, Баден-Вюртембергом или Швабией на юго-западе Германии, так как это алеманнский диалект, как швейцарский немецкий или швабский немецкий диалект.

## Официальные языки меньшинств и их влияние

О-умляут

Австрия, в рамках своего историко-культурного наследия, на протяжении веков была многонациональным государством (Австрийская империя, позже Австро-Венгрия). Сейчас она не совсем однородно немецкоязычна, но в пределах своих границ, хотя и небольших, у автохтонных меньшинств различные родные языки: венгерский является наиболее распространённым из признанных языков меньшинств на которых говорят в Австрии (в основном в Бургенланде, где он является официальным языком, и в Вене — около 40 000 говорящих, 0,5 % австрийского населения). Словенский (24 000) имеет такой же статус в Каринтии и Штирии. То же самое верно и для бургенландского хорватского (19 000), вариант хорватского на котором говорят в Бургенланде. Кроме того, чешский (18 000), словацкий (10 000) и цыганский (6 000) признаются на основе прав защиты меньшинств.
Австрийский немецкий, особенно венский диалект, использует некоторые слова из венгерского, чешского, идиша или из некоторых южнославянских языков, чтобы заменить слова иным образом использованные в стандартном немецком (такие, как Maschekseitn (другая сторона), от венгерского masik (другой), в стандартном немецком die andere Seite).